# Бухаловка

Бухаловка (укр. Бухалівка) — село, Поповский сельский совет, Зеньковский район, Полтавская область, Украина.
Код КОАТУУ — 5321384802. Население по переписи 2001 года составляло 38 человек.

## Географическое положение
Село Бухаловка находится на расстоянии до 1 км от сёл Винтенцы, Деряги и Заики.
По селу протекает пересыхающий ручей с запрудой. Рядом проходит автомобильная дорога Т-1710 (Р-42).

## История
Церковь Мироносец известна с 1908 года